# Sangheili
Los Elite, cuyo nombre real es Sangheili (del latín: Macto Cognatus que significa "Honro la sangre de mi padre"), es una raza militar extraterrestre, y son los enemigos principales del universo de Halo. Los Elites creen en el trabajo del combate y conquista.

## Cultura
Los Sangheili son originarios del planeta Sanghelios. El sistema planetario donde está el planeta tiene tres estrellas: siendo Urs la principal, también están Fied y Joori. Sanghelios es la posición número cuatro del sistema solar. El planeta cuenta con dos lunas: Qikost y Suban. Sanghelios es un planeta parecido a la Tierra pero de clima más caliente (con temperaturas mínimas de -5;°C hasta 99;°C). Tiene una gravedad de 1.375 G y una atmósfera de 0.9 atm [ N2, O2 y Ar] (La Tierra posee 1G en gravedad y 1 atm en atmósfera). Sanghelios tiene una población estimada de 8.135 mil millones de habitantes. Se rigen en un sistema feudal militar donde gobiernan los Patriarcas, y su forma de gobierno es la Hegemonía Religiosa.
La división de los sexos consiste en que un Elite macho puede tener una esposa, sin embargo, a las hembras no se les permite salir de Sanghelios, lo que explica porque jamás se ha visto a una Elite femenina en los servicios del Covenant.
Por la naturaleza bélica de su natal Sanghelios, cada Sangheili, desde pequeño es inculcado el arte de la guerra, por eso, hasta el más humilde de los Sangheili sabe pelear. En Sanghelios, sólo los aristócratas pueden usar la Espada Energética, y dichos aristócratas no pueden casarse, pero sí reproducirse con cualquier hembra que deseen (casada o no) para así, asegurar la futura sangre que portará la espada.
La mayoría de los nombres Sangheili compone de dos partes, un nombre y un apellido después de una comilla y casi siempre termina en "ee". La construcción de estos nombres es compleja, pues el primer nombre es el nombre con que le llaman desde que nació; después de haber alcanzado la edad para ser adulto se le agrega el siguiente nombre, "segundo nombre" o "apellido", que usualmente se conforma de algún adjetivo o palabra en el idioma Sangheili y/o la rama de su familia. Cuando el Sangheili se une a las fuerzas militares del Covenant, se le agrega el sufijo "ee" a su nombre. Por ejemplo, el nombre Ado 'Mortumee: “Ado” es el nombre que se les da desde nacido y el único con el cual le llamarán hasta que sea adulto. Una vez adulto él obtiene derecho de usar la insignia “Mortumee”, su segundo nombre; el nombre proviene de 3 partes: "MOR" (una abreviación de los adjetivos rápido o mortal), "TUM" (provienen de su nacimiento, básicamente puede ser lugar o de su familia), y EE (Signo de que es parte del Covenant (Los Sangheili que se salieron del Covenant eliminan el "ee" de su nombre, como Rtas 'Vadum)).

## Historia
Durante mucho tiempo los Elites y los Profetas (San 'Shyuum) estuvieron en una gran guerra, los Elites con su vasta fuerzas armadas y tecnológica, pero los Profetas eran mejores tecnológicamente, pues poseían un Acorazado Forerunner. tras largos 86 años de guerra los Elites se dieron cuenta de que se enfrentaban a la extinción y decidieron detener la guerra y se llegó a un acuerdo: los Elites protegerían a los Profetas mientras estos buscaban tecnología Forerunner. Aquí se creó el Covenant y su religión que adoraba a los Forerunner.
Al principio la alianza constaba de un planeta devastado y una minúscula población de San Shyuum pero con el tiempo la fuerza de los Sangheili y la tecnología San 'Shyuum, el Covenant no tenía precedentes en bastante tiempo, y poco a poco atacaron planetas y unieron a más razas a su causa.
Cuando comenzó la guerra del Covenant contra la humanidad, a pesar de despreciar a los humanos en un principio por su debilidad física, poco a poco comenzaron a preguntarse por qué los Profetas no decidían unir a los humanos al Covenant, pues aunque su tecnología era primitiva, no era inútil, y su inteligencia era muy superior a muchas otras razas; esto se reflejaba en las brillantes estrategias militares que los humanos empleaban en batalla.
Además de todo esto, los sangheili concluyeron que los humanos deberían haber sido incluidos en el Covenant, debido a que comparten un mayor parecido con ellos que con cualquier otra raza Covenant.
sin embargo, los Profetas traicionan a los élites sustituyéndolos por los Brutes, lo cual comienza una guerra civil en el Covenant. tras los eventos de Halo 3, los Élites se ven envueltos en una guerra civil contra ellos mismos (auspiciada por la ONI). Tras derrotar a la facción rebelde con fuertes bajas, todavía deben de pelear contra el remanente Covenant (en el cual hay varios Élites) y contra las facciones de Brutes que se comienzan a desmoronar por conflictos internos.

### Personajes
| Nombre                    | Descripción |
| ------------------------- | --- |
| Thel ´Vadam El Inquisidor | Antiguo General Supremo durante los hechos acontecidos en Halo: Combat Evolved, fue el dirigente del ataque al The Pillar of Autumn (su flota siguió al The Pillar of Autumn desde Reach hasta la Instalación 04). Fue acusado de herejía pero perdonado y puesto como Inquisidor, con la secreta intención de los Profetas Jerarcas de matarlo en una de sus misiones suicidas. Al lado de Rtas 'Vadum se alía con los humanos en Halo 2, y en Halo 3 va al lado del Jefe Maestro hasta el final. Regresa a Sanghelios y Rtas 'Vadum le cede control de la nave capital Shadow of Intent, el Inquisidor es piloto legítimo de la Pious Inquisitor, nave que formó parte de la defensa de la tierra cuando los brutes atacaron en Halo 3. (véase Flota Sangheili). |
| Xytan 'Jar Wattinree      | El Almirante Imperial. Sólo se le ve por hologramas y se piensa que mide casi dos metros y medio, un gigante entre los Elites, aunque no se sabe si es su medida exacta. Nunca, el Almirante Imperial, ha perdido una misión, por dura que sea, siempre la completó. Durante la guerra civil Covenant fue de los primeros que incitó a sus Elites a defender su honor y pelear contra el resto del Covenant. Su nave capital, Sublime Transcendence, fue destruida por una NOVA que llevaban desde Reach, reparada y activada por Huragok. La explosión destruyó el Sublime Transcendence y gran parte de la flota bajo el mando de Wattinree, debido a que la bomba NOVA era en realidad 9 cabezas nucleares fusionadas en una sola. |
| Zuka ' Zamamee            | Fue enviado para asesinar al soldado Spartan John 117 en Halo. Comandó el ataque a la base Alpha de los humanos en la instalación 04, donde falló y un Profeta lo amenazó de muerte si fallaba en esa misión, por lo que se hizo pasar por el Elite muerto Huki 'Umamee hasta que murió. Se juró dar caza al Jefe Maestro.Él y su asistente, un Grunt llamado Yayap, casi logran asesinar al Jefe Maestro, pero fallaron. Tras fallar, el par se mueve hacia las ruinas del Pillar of Autumn (poco antes del inicio de "Las Fauces"), donde trama una emboscada. Esta falla, y se repliegan hacia un elevador para una última emboscada. Zuka 'Zamamee fue casi muerto en un elevador del The Pillar of Autumn por una granada del Jefe Maestro. El elevador impactó al suelo, y murió instantáneamente. Es responsable de varias de las trampas que el jugador debe sortear durante el juego, y se puede decir que es un Élite sin honor, al ser manipulado varias veces por Yayap, y por haber tomado el nombre de un compañero muerto para ocultar su identidad, algo penalizado por el Código de Honor Sanhgeili. |
| Rtas 'Vadum               | Comandante Spec Ops, y luego Comandante de Nave. Está presente en los eventos de Halo 2 y Halo 3, viste una armadura Ultra. Veterano que tiene como apodo Half Jaw (media quijada), ya que perdió la mitad de sus mandíbulas en una batalla durante el argumento de Halo: Combat Evolved (aunque dicha pelea no se ve en el videojuego). |
| Bero'Kusovai              | Un Mayor Spec Ops, fue con Rtas 'Vadum a una misión donde Kusovai fue infectado. Ya siendo Flood combatió contra Rtas 'Vadum, en ésta pelea, Kusovai le corta la mitad de la mandíbula a Rtas 'Vadum, pero al final muere. |
| Fal 'Chavamee             | Un inquisidor que solo aparece en Halo Legends. Rechazó la religión Covenant, y por eso fue declarado hereje. Su esposa, Han, fue asesinada por Haka, otro Sangheili fiel al Covenant, y Fal acabó con varias tropas Covenant antes de morir matando a Haka. |
| N’tho 'Sraom              | Uno de los elites más jóvenes en formar parte de los Spec Ops. Simpatizante de los humanos durante los eventos de Halo 3. Es el Elite, que en cooperativo, ocupa el tercer mando o posición tres en la lista de miembros del modo cooperativo. Cuando sucedió lo del Covenant, que querían reemplazar a los Elites por Brutes, no soportó la idea y se separó del Covenant. A pesar de ser Spec Ops, su armadura es azul. |
| Usze 'Taham               | Elite de Asalto de seguridad de la Flota Sangheili. Al igual que N'tho 'Sraom, es Spec Ops. Es el Elite, que en cooperativo, ocupa el cuarto mando. En su historia tuvo muchas ofertas de unirse a la Guardia de Honor de los Profetas pero las rechazó todas. Se graduó con honores en un Colegio de Guerra, el mismo de donde Rtas 'Vadum se graduó. Hijo de prominentes comerciantes en Sanghelios. |
| Isna ' Nosolee            | Fue un Ossoona (de los Profetas). Se infiltró en la nave salvavidas donde iba el capitán Keyes que salió del The Pillar of Autumn cuando fue atacada. Keyes se dio cuenta de la ligera distorsión que hace el camuflaje Elite, y simplemente le disparó. |
| Orna ' Fulsamee           | Comandante de Nave, comandante de The Truth and Reconciliation. Durante un ataque sorpresivo de la UNSC, en la Instalación 04, el Jefe Maestro y un grupo de ODST irrumpieron en la sala de mando de la nave, y el Jefe asesinó a 'Fulsamee de un tiro en la cabeza con su Rifle de Precisión. Más tarde, sus guardaespaldas Hunters (Que no se hallaban presentes al momento de su muerte) buscaron matar al Spartan durante su escape del crucero Covenant, pero el Spirit piloteado por el capitán Keyes los mató arrollándolos con las bahías portatropas del Spirit. |
| Bako ' Ikaporamee         | Asistente del Comandante Orna 'Fulsamee. Orna encontraba a Bako un poco molesto por referirse a ellos como "nosotros", como si él fuera del rango de Orna o mayor. |
| 'Kasamee                  | Veterano Sangheili con el rango de Mayor que fue asignado a cuidar el lugar del estrellamiento del The Pillar of Autumn. Murió con la explosión. Sentía gran respeto por Zuka 'Zamamee en su campaña por matar al Jefe Maestro. |
| Ado ' Mortumee            | Espía del Concilio de los Maestros (véase Covenant), y supuesto Elite Menor. Fue enviado a espiar al Comandante de Campo Noga 'Portumee donde fue asesinado por un francotirador de la UNSC en los eventos de Halo: Combat Evolved. |
| 'Ontomee                  | Líder de las fuerzas que protegían el sitio del choque del The Pillar of Autumn, al lado de Kasamee y Zuka 'Zamamee decidieron como matar al Jefe Maestro donde 'Zamamee decidió hacerlo. Murió con la explosión del The Pillar of Autumn. |
| Noga ' Putumee            | Comandante de Campo que dirigió una emboscada contra los humanos que escapaban del sitio de choque del The Pillar of Autumn a la base humana Alpha, donde logró destruir gran parte del convoy humano pero sus fuerzas fueron diezmadas. Más tarde, al lado de soldados de Zuka 'Zamamee, 'Putumee dirigió un ataque a la Base Alpha, donde un vehículo scorpion enterrado le disparó y lo partió a la mitad. |
| 'Qualomee                 | Capturado por los Humanos en la Instalación 04, 'Qualomee le dijo al Capitán Keyes que había entregado un cargamento de armas a una base en un pantano (la misma donde liberan a los Flood). Al parecer, estaba mintiendo (Aunque debido a la cantidad de cajas Covenant en el área, es posible que 'Qualomee no estuviera mintiendo. Es posible que el Covenant no supiera de la presencia Flood en el anillo). Fue llevado a Truth and Reconciliation después donde fue muerto, supuestamente, por los Flood. Y aunque no muriera en ese momento, murió definitivamente con la explosión del Anillo. |
| Soha ' Rolamee            | Consejero del Concilio de los Maestros (véase Covenant). Era de los miembros del Consejo que viajaron a la Instalación 04, y usó a The Truth and Reconciliation como base principal. A pesar de que un Profeta Menor estaba encima de él. Zuka 'Zamamee acudió a él para pedir permiso a dar caza al Jefe Maestro, y 'Rolamee se negó. Cuando el Jefe Maestro tomó el crucero The Truth and Reconciliation, 'Rolame dio luz verde a la caza a manos de 'Zamamee. Cuando los Flood fueron liberados y no pudieron ser detenidos, el Profeta Menor tachó a 'Rolamee como un incompetente y lo mató. Luego le mostró su cabeza a 'Zamamee diciendo "El Precio del Fracaso". Se cree que ese era de los comienzos para reenplazar a los Elites por los Brutes. |
| Huki ' Umamee             | Mayor Spec Ops en la Instalación 04. Fue uno de los treinta Elites que atacaron la Base Alpha de los Humanos. Fue asesinado en la misma misión. Zuka 'Zamamee tomó la identificación de Huki 'Umamee y se hizo pasar por él hasta su muerte (la de Zuka 'Zamamee) en The Pillar of Autumn. |

Sesa ' Refumee
Fue también uno de los Elites que en la batalla de la Instalación 04 estuvo en una planta Forerunner encima del planeta Threshold, donde al destruir la instalación 04 el Monitor 343 Guilty Spark fue a esa planta y encontró a Sesa Refumee y este le había dicho que los Profetas Jerarcas le dijeron que al activar los Halo viajarían al paraíso que fueron los Forerunner. El monitor le explica que los "Halo" son armas de último recurso para matar toda la vida de la galaxia al activarse para alimentar al Flood, en ese entonces estos se volvieron "herejes". El Inquisidor lo mató a sangre fría porque los Profetas le dijeron que lo "silenciaran".

### Halo: Combat Evolved
Poco se sabe de los Elites en Halo: Combat Evolved, sin embargo son unos de los enemigos principales del juego, generalmente son más altos que el jugador y tienen ojos blancos. También tienen menos variaciones de armaduras que en Halo 2 y Halo 3.
El Supremo Comandante de la flota de Particular Justice, después de acabar con el planeta Reach, sigue una nave humana llamada The Pillar of Autumn, hasta al fin interceptarla en las afueras del planeta Threshold, donde también orbitaba la colonia espacial llamada Alpha Halo por los humanos, o la instalación 04. The Pillar of Autumn cayó en Halo, y gracias a un Elite Ossoona, El Covenant dio con su localización y capturó a su capitán.
En Halo suceden muchas cosas, pues se presentan a los Flood. El monitor de la instalación, 343 Guilty Spark dirige a Master Chief como Reclamador para activar el anillo y destruir a todo ser inteligente de la galaxia, y Master Chief casi lo hace pero se dio cuenta de lo que hacía y Cortana, la Inteligencia Artificial le dijo que si sobrecargaba el reactor de The Pillar of Autumn, el anillo se destruiría, y los Elites no podrían permitir que el Anillo Sagrado fuera destruido, pero para cuando el Supremo Comandante se dio cuenta, ya era demasiado tarde. Halo explotó y más de la mitad de la Flota de Particular Justice se fue con él.

### Halo 2
El Supremo Comandante fue enjuiciado en Suma Caridad, que ahora orbitaba los restos de Halo, tras su juicio, el Concilio lo declaró Hereje, se le despojó de su armadura (y de su rango), se le puso la marca de la vergüenza y sus entrañas serían exhibidas por toda la ciudad, pero en vez de eso, los Profetas Jerarcas de la Verdad y Piedad decidieron hacerlo inquisidor con la esperanza de que muriera en su primera misión, aunque el ahora inquisidor salió vivo junto con un grupo de Spec Ops comandados por el Comandante Spec Ops Rtas 'Vadumee. Su misión era detener a los herejes en Threshold, el planeta junto a Alpha Halo. El Líder Hereje era un Elite llamado Sesa 'Refumee, que en la guerra de la Instalación 04 fue enviado a una planta de gas en Threshold para retornar un artefacto Forerunner, pero al enterarse de la destrucción de Halo y la flota se volvió contra los Profetas cuando el monitor Guilty Spark viajó a Threshold y le explicó todo. Aunque sin saber, esa planta de Threshold era una más de las plantas de investigación y almacenamiento Flood, donde una vez más fueron liberados.
Un nuevo Halo fue descubierto, llamado Delta Halo o Instalación 05. Al llegar, ya había una infestación Flood. Una vez más, el Covenant quería activar los anillos, pero el Demonio (Jefe Maestro llamado así tras la destrucción de la instalación 04) mató al Profeta Jerarca del Pesar, lo que enfadó a los Profetas y ahora ya no era el fracaso de un solo Elite sino de la incompetencia de una raza entera, los Profetas comienzan lentamente a reemplazar los Elites con Brutes, y cuando estuvieron listos, todos los elites fueron reemplazados por brutes en el sistema de castas del Pacto como los protectores de los Profetas y la columna vertebral del ejército del Pacto, instigaron un genocidio sangriento lo que enfadó a los Elites liberando una Guerra Civil, aunque el propósito de los Jerarcas era el exterminio.
La guerra civil terminó en la infestación total de Suma Caridad, la muerte de millones y la desunión del Covenant como tal.

### Halo 3
Ahora, los Elites, comandados por el Inquisidor y Rtas 'Vadum se unieron a los humanos en la batalla en la Tierra, ya que comprenden el peligro que representan los flood y por su resentimiento hacia los profetas y brutes (jiralhanae), pero a su llegada, un crucero Flood desde Suma Caridad había llegado a la Tierra, en la ciudad de Voi, y con la ayuda de los Elites, los humanos lograron detener la infestación, aunque no por completo. Los cruceros de los Elites cristalizaron la ciudad entera para detener a los Flood, y después, la flota Elite, dirigida por Shadow of Intent viajó al Arca por el portal y destruyó a la Flota de Verdad, y una vez en el Arca, entraron a su ciudadela donde los Flood se alían a los humanos y Elites para detener a Verdad, con el único propósito de que su "comida" no fuera destruida. Después de esto, el Inquisidor mata a Verdad y Gravemind intenta matarlos pero sin éxito. 
Y un nuevo Halo es descubierto, pero era la sustitución de la Instalación 04, y aunque no estaba terminada, debían activarla para detener a los Flood sin matar a toda la vida en la galaxia que habían llegado al Arca con Suma Caridad. Después de activar el anillo, el Jefe Maestro y el Inquisidor huyen en la Fragata llamada Foward Unto Dawn, pero después del inminente disparo del anillo incompleto, tal y como lo explica Cortana, este colapsa ya que no podía soportar el disparo. Fracturándose y estrellándose sobre el arca, haciendo que el portal no pudiera sostenerse a sí mismo, en ese momento la nave en la que estaba el Jefe maestro, Cortana y el Inquisidor estaba a medio camino, se divide en dos mientras cruzan el portal que colapsaba, una parte se va a la Tierra con el Inquisidor y otra parte se queda a la deriva en el espacio, con cortana y el jefe maestro.
Después de dar los reconocimientos necesarios, Lord Hood agradece al Inquisidor todo lo que hizo por la humanidad, después, regresa a Shadow of Intent y los Elites regresan a Sanghelios.

## Armamento
Los Sangheili están adaptados para cualquier tipo de arma o vehículo. Usualmente, llevan el Rifle de Plasma, que es característico de ellos, aunque se pueden ver Brutes y Grunts usándolos. También usan la Carabina, una poderosa arma y precisa. Como último recurso usarían la pistola de plasma. En Halo 2, los Sangheili también usaban el rifle de haz. Manejan cualquier vehículo; usualmente van en banshees, wraiths. La Espada energética es la única arma que sólo los Sangheili pueden usar, no se sabe porque los Brutes no la pueden usar, aunque seguramente, por motivos religiosos. La Espada energética es un arma creada en Sanghelios.

## Fisiología
Los Elites, por su extrema fortaleza física son criados desde pequeños en el combate. 
Su quijada está formada en cuatro mandíbulas; y tienen una gran fuerza en ésta, y las manejan flexiblemente. En las mandíbulas poseen cientos de dientes afilados, por lo que se deduce con omnívoros con tendencia a carnívoros. 
Sus piernas están doblemente unidas, es por eso que pueden saltar grandes distancias a comparación de los humanos, y tienen una forma inusual de sus pies que les da un perfecto balance. 
Sus manos son alargadas y tienen cuatro dedos. Los dos dedos de en medio, y los otros dos como pulgares. 
Su piel oscura color café, y el color de su sangre es azul púrpura, no se conoce si hay químicos que provoquen esto.
Los Sangheili respiran oxígeno, pues la atmósfera de Sanghelios tiene los mismos elementos que la Tierra,
son muy musculosos
Una curiosidad es que comparten varios aspectos con el Depredador ya que los dos tienen cuatro mandíbulas en su boca, además de que los dos usan camuflaje y las dos criaturas tienen un alto sentido del honor, así como sus armas ya que los Depredadores también usan armas de plasmas.
También tienen dos corazones y la resistencia de sus huesos es comparada con la del acero.

## Jerarquía
Los Élites de mayor rango o rangos especiales tienen grabadas, en la parte trasera de su armadura, insignias Forerunner.
- Menores

Élites de armadura azul, son la infantería normal, comandan pelotones de Grunts y normalmente llevan rifles de plasma.
- Mayores

Élites de armadura roja, estos ya comandan más pelotones, otras razas menores y a Élites menores. Su armadura es más resistente.
- Ultra

Élites de armadura blanca, pueden ser Comandantes de las Fuerzas Especiales Élites, Comandantes de nave o estándar. Usualmente llevan uno o dos rifles de plasma y en combate cercano usan la espada de energía. Rtas 'Vadum es un Comandante de las Fuerzas Especiales Élites. En los videojuegos, de este rango para arriba es cuando son verdaderamente peligrosos.
- Zealot

El rango más alto entre la infantería. Su armadura es dorada o roja y siempre llevan una espada de energía, también pueden contener cantidades enormes de daño. Los Zealots siempre comandan ejércitos, naves, grupos de naves y flotas. Se dividen en Comandantes de Campo: Comandan todo tipo de infantería. Comandantes de Nave: Comandan una nave capital. Comandantes de Flota: Comandan un grupo de naves. Comandantes Supremos: Comandan flotas enteras. Aunque en combate un Elite ultra aguanta más que un Zealot antes de morir.
Thel ´Vadam era un Zealot antes de convertirse en el Inquisidor.
- Almirante Imperial

No se sabe si es más alto que el Comandante Supremo, pero al parecer lo es. El Almirante Imperial comanda la Flota Covenant y sólo puede haber uno a la vez. El único Almirante Imperial conocido es Xytan 'Jar Wattinree, quien siempre aparece en hologramas, por lo que no se puede saber el color de su armadura.
- Élite Consejero

Élites de armadura blanca con casco largo, y junto con los Profetas dirigen el Covenant. Es el rango más alto entre un Élite.
- Inquisidor

Religiosamente, el Inquisidor es más alto que el Consejero. Un Inquisidor es llamado en tiempos de inestabilidad para hacer misiones que ningún otro Élite podría. Su armadura es plateada por lo general, y la armadura no se ha actualizado jamás por razones religiosas. Según ciertas fuentes, el Inquisidor era considerado un Rango equivalente al Zealot, pero debido a la rebelión de un inquisidor se le comenzó a considerar un rango vergonzoso, ya que solo se les otorga a aquellos élites considerados Herejes.

### Especiales
- Ranger

Élites entrenados para el combate espacial especialmente, llevan una mochila cohete atrás que los hace volar.
- Invisibles

Son los Élites invisibles, tienen armaduras oscuras como los Fuerzas Especiales Élites. En Halo: Combat Evolved llevan armadura azul claro.
- Fuerzas Especiales Élite

Special Operations, son las Fuerzas Especiales Élites, muy bien entrenados. Usualmente llevan armaduras oscuras. 
- Ossoona

Sólo un Élite Mayor puede ser Ossoona temporalmente. Esos Élites son asignados a tareas especiales de seguir a ciertos individuos, grabarlos con cámaras en sus cascos, e investigarlos.
- Guardia de Honor

Son la guardia personal de los profetas y encargados de su seguridad. Los Guardias de Honor usan una armadura ornamenteria roja con dorada. Son lo mejor de lo mejor. No se encuentran en el campo de batalla, si no protegiendo a los Profetas.
Tras la muerte del Profeta del Pesar son remplazados con los brutes como los protectores de los profetas.Llevan consigo lanzas ceremoniales, Espadas energéticas y rifles de plasma.
- Hereje

Son Élites herejes, generalmente con una armadura color musgo, tan fuerte como un Elite Menor.